# Joseph Ouellette
Pour les articles homonymes, voir Ouellette.
Joseph E. M. Ouellette, né le 23 juillet 1908 à Drummond, au Nouveau-Brunswick et mort le 15 janvier 1992, est un fermier, un homme d'affaires et un homme politique canadien.

## Biographie
Son père est Émile Ouellette et sa mère est Léontine Ouellette. Il fait ses études primaires et secondaires à Saint-Modeste. Il épouse Marthe Thériault le 13 avril 1936 et le couple a onze enfants.
Il est député de Victoria à l'Assemblée législative du Nouveau-Brunswick de 1970 à 1974 en tant que Conservateur.
Il est membre de la National Farmers Union et de la Fédération des cultivateurs.